# (3844) Lujiaxi
(3844) Lujiaxi est un astéroïde de la ceinture principale.

## Description
(3844) Lujiaxi est un astéroïde de la ceinture principale. Il fut découvert le 30 janvier 1966 à Nanking par l'observatoire de la Montagne Pourpre. Il présente une orbite caractérisée par un demi-grand axe de 2,73 UA, une excentricité de 0,10 et une inclinaison de 3,8° par rapport à l'écliptique.

## Compléments